# Le Livre noir du Canada anglais
Pour les articles homonymes, voir Livre noir.
 (septembre 2008).
Si vous disposez d'ouvrages ou d'articles de référence ou si vous connaissez des sites web de qualité traitant du thème abordé ici, merci de compléter l'article en donnant les références utiles à sa vérifiabilité et en les liant à la section « Notes et références ».
Le Livre noir du Canada anglais est une trilogie polémique écrite par le journaliste Normand Lester dont le premier tome est paru en 2001. Il présente dans cet essai documenté (livres historiques, journaux d'époque, lettres archivées, etc) les fabrications historiques et les injustices commises par le Canada anglais contre les Franco-Canadiens (en particulier, les Québécois), les juifs, les peuples autochtones, les Afro-Canadiens et d'autres minorités. L'auteur fait un grand survol de l'histoire sombre du Canada. En plus des injustices, le livre se veut relater des gestes de la classe politique fédérale déjà connus mais peu soulignés.

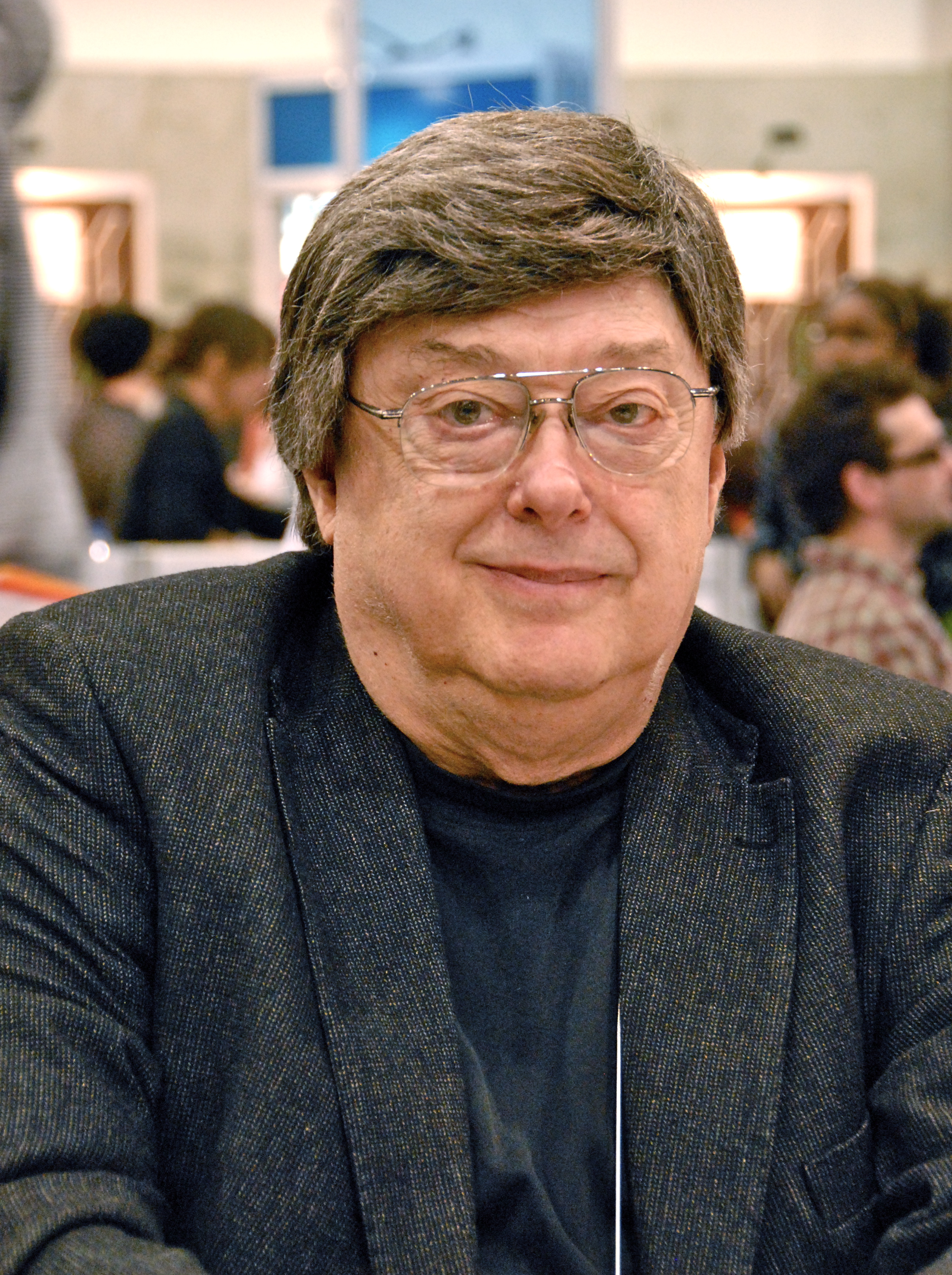
Normand Lester (auteur).

## Raisons de cette trilogie
Dans la description située à l'endos du premier tome, Lester donne quelques raisons pour avoir écrit ce premier livre. Les autres tomes ne font que poursuivre le but du premier.
D'abord, il réagit aux Minutes du Patrimoine, une série de capsules historiques télévisées pan-canadiennes financée par le gouvernement fédéral : « Ce livre est d'abord ma réponse aux Minutes du patrimoine. Avec la complicité de sociétés et de fondations-écrans, le ministère du Patrimoine de Sheila Copps a dépensé 7,2 millions de dollars pour blanchir l'histoire du pays, à l'aide de ces gélules de propagande douce, tout enrobées de sucre... Je me suis intéressé à l'autre côté de la médaille, au côté noir, au côté sanglant de l'histoire. »
Son livre est aussi une dénonciation, non sans controverse, de la campagne de dénigrement envers le Québec menée par la presse anglophone du Canada. Ces campagnes journalistiques haineuses, qui existent effectivement depuis les premiers temps du pays (voir Québec bashing), se seraient amplifiées selon lui depuis le référendum de 1995 à propos de la souveraineté du Québec. L'amour présenté par le Canada entier envers le Québec quelques jours avant le vote décisif (comme lors du Love-in, un rassemblement de milliers de personnes à Montréal venant de partout au pays financé par le gouvernement) aurait rapidement fait place à la haine une fois le risque imminent de souveraineté écarté, notamment dans un défoulement de la presse anglophone contre le Québec. Ces déclarations sans fondement doivent être combattues selon lui : « On accuse le Québec d'être une société attardée, réactionnaire, intolérante et raciste. On laisse même entendre que ces tares sont inhérentes à notre culture. Pire, on répand ces mensonges à l'étranger. »

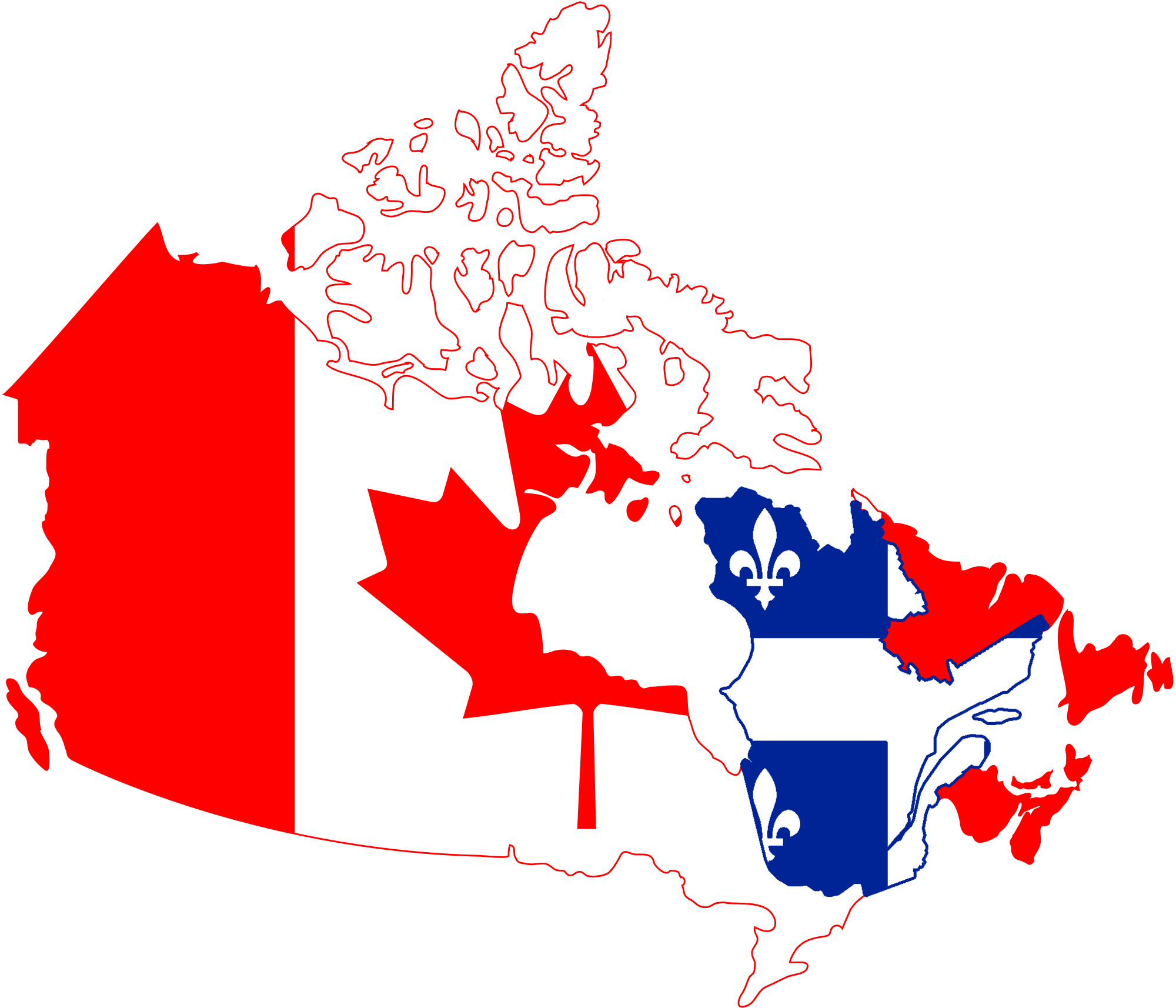
Le livre de Monsieur Lester présente un point de vue souverainiste de l’histoire du Canada.

Finalement, il tente de contrer ces déclarations en démontrant que le Canada n'a aucune leçon à donner au Québec aux chapitres de la démocratie et de la morale.
Selon Lester, plusieurs des affirmations haineuses et diffamatoires au sujet de l'histoire passée du Québec peuvent être retournées contre le Canada : « Depuis la Conquête, le Canada anglais s'est rendu coupable de crimes, de violations des droits humains, de manifestations d'exclusion envers tous ceux qui n'avaient pas le bonheur d'être Blancs, Anglo-Saxons et protestants. Ce survol de l'histoire du Canada recense des injustices, des pratiques discriminatoires, des propos racistes et haineux, des encouragements à la violence et des menées infâmes d'hommes politiques, de journalistes et d'intellectuels anglo-canadiens contre les Canadiens-français, les Indiens, les Japonais et les Juifs. De quoi donner le vertige! »

## Critiques

### Favorables
La Société Saint-Jean-Baptiste de Montréal a décerné à Monsieur Lester le prix Olivar-Asselin pour son courage et son professionnalisme. On retrouve aussi plusieurs autres critiques favorables de l'ouvrage :
- Malgré certains défauts et lacunes il s'agit d'un ouvrage qui fait événement (Stéphane Stapinsky)[3]
- Normand Lester réussit dans cet ouvrage à dénoncer des réalités historiques (Yves Laberge)[4]

### Défavorables

Radio-Canada a suspendu Monsieur Lester.

Pour la Société Radio-Canada cet ouvrage était incompatible avec les intérêts de l'organisation; ce qui a valu à Normand Lester d'être suspendu. Monsieur Lester sera aussi accusé de manquer de jugement professionnel dans une approche critique de l'ouvrage. D'autre critiques défavorables à l'ouvrage existent :
- Lester a le droit de crier et d’exciter et d’être stupide. La liberté d'expression, la race et la religion ne sont pas la question. Le problème est la propagande comme celle faite par Lester en publiant cet ouvrage.(The Globe and Mail)[7]
- C'est la littérature raciste parfaite, un modèle sur la méthodologie de l'incitation à la haine.(The Globe and Mail)[8]

## Réactions politiques

### Favorables
- Le premier ministre québécois Bernard Landry en vante les mérites[8].

### Défavorables

Graham Fraser, Commissaire aux langues officielles du Canada condamne la trilogie.

- Graham Fraser, Commissaire aux langues officielles du Canada condamne la trilogie. Ceux qui voient le Canada comme une série de défaites peuvent reconstruire l'histoire selon cette vision et c'est l'attitude de Normand Lester dans sa trilogie. (Graham Fraser - Commissaire aux langues officielles du Canada) [9]